# IC 4601
IC 4601 bezeichnet einen Reflexionsnebel mit zwei eingebetteten Doppelsternen im Sternbild Skorpion. Das Objekt wurde am 22. Juni 1895 von Edward Barnard entdeckt.